# Telestes ukliva
Telestes ukliva är en fiskart som först beskrevs av Heckel, 1843.  Telestes ukliva ingår i släktet Telestes och familjen karpfiskar. IUCN kategoriserar arten globalt som utdöd. Inga underarter finns listade i Catalogue of Life.